# Приморски (булевард във Варна)
„Приморски“ е булевард във Варна, който преминава покрай част от крайбрежната Морска градина в посока запад-изток, като започва като продължение на улица „Девня“ пред Железопътна гара Варна и завършва включвайки се в бул. „Цар Освободител“ пред Летния театър.

## История
В къщата на братя Тедески (на бул. “Приморски” 23, днес разрушена) през Кримската война (1854-1856 г.) заседава съюзническата конференция на османо-англо-френската коалиция.
През октомври 1880 г. улица "Набережна" води от Митницата към двореца Сандрово и е преименувана на "Фердинанд I" с решение на общинския съвет.
На 6 март 1914 г. общинска комисия подарява общинско место на руското консулство във Варна за съграждане здание на булевард Фердинанд, срещу Аквариума с квадратура от 2550 кв.м.
Стари имена на булевард „Приморски“:
- ул. "Крепостна" (Rue du Rempart) през 1854 г.
- ул. "Набережна" след 1879 г.
- бул. „Фердинанд“ от 1890 г. до 1945 г.

- бул. „Червеноармейски“ от 1945 г. до 1992 г.

## Обекти
Северна страна
- Параходство „Български морски флот“
- Морска администрация – Варна
- Изпълнителна агенция по рибарство и аквакултури
- Римски терми
- Фестивален и конгресен център
- Къща на Железови и Събеви

Южна страна
- Железопътна гара Варна
- пл. „Петко Славейков“
- Пристанище Варна
- Плувен комплекс „Приморски“
- Военноморски музей
- Радио Варна

Заличени
- Чауш чешме[7][8]